# Gymnase musical militaire
Le Gymnase musical militaire est une école de musique française créée en 1836 afin de former les musiciens et chefs de musiques militaires, active jusqu'en 1856.

## Origine
Les premières musiques militaires furent créées à la Renaissance et connurent une certaine évolution jusqu’à la Révolution française. En 1789, le capitaine de la Garde nationale Bernard Sarrette forme avec quarante cinq instrumentistes des Gardes françaises le premier noyau de la Musique de la Garde nationale. En 1792 est créée l’école de musique de la Garde, l’École de musique municipale, qui devient Institut national de musique en 1793, pour aboutir en 1795 à la naissance du Conservatoire de musique. En 1836, le gymnase musical militaire est créé pour remplacer le Conservatoire national, qui ne formait plus que des artistes civils, afin de dispenser un enseignement aux musiciens-militaires et aux chefs pour les nombreuses musiques d’infanterie et de cavalerie ; ces derniers « se voyaient refuser l’accès au Conservatoire depuis sa reprise en main, par le pouvoir politique, en 1815 ».

## Histoire
Fondée le 22 mars 1836 par le ministre de la guerre Nicolas-Joseph Maison, l'institution a pour objet de permettre à de jeunes militaires de se perfectionner durant deux années sur un instrument et d'étudier la pratique musicale d'ensemble et la direction d'orchestre .
Situé rue Blanche à Paris, le gymnase musical militaire est placé à sa création sous la direction de Frédéric Berr. La première année de son fonctionnement sont dispensés des cours de solfège et harmonie pratique, clarinette, flûte, hautbois, basson, trompette, cornet à pistons, cor, ophicléide et trombone. Au décès de Berr en 1838, Michele Carafa lui succède et va devenir un ardent opposant au projet de réforme de la musique militaire d'Adolphe Sax quand celui-ci proposera ses nouveaux instruments.
Après un duel mémorable le 22 avril 1845 sur le Champ-de-Mars entre les Saxons et les Carafons (musique nouveau modèle contre musique ancien modèle), les instruments de Sax sont adoptés par la réforme des orchestres militaires de 1845. Un grand concert de musiques militaires est organisé sur l'hippodrome de l'Étoile en 1846.
Georges Kastner (1810-1867) a également écrit début 1848 un ouvrage fondateur, le Manuel général de Musique militaire à l’usage des armées françaises, qui plébiscite la nouvelle organisation de 1845 et qui relaie le sentiment de la plupart des musiciens de son temps. La réforme est néanmoins annulée par la IIe République après la Révolution de 1848, probablement à cause du monopole économique de fait de Sax vis-à-vis de ses concurrents.
Le « système Sax » va donc perdurer dans les consciences sous le Second Empire et va contribuer assurément à la disparition du Gymnase.
Le Second Empire supprime en 1856 l'institution pour la remplacer par six classes spéciales pour élèves militaires au Conservatoire national : solfège, harmonie et composition, cornet à pistons, saxophone, saxhorn, trombone. Ces classes seront à leur tour supprimées en 1870.

## Professeurs
Des musiciens reconnus ont été professeurs au gymnase. On notera notamment :
- Victor Caussinus, spécialiste des cuivres et de l'ophicléide en particulier ;
- Jean-François-Barthélémy Cokken, bassoniste et enseignant du saxophone de 1846 à 1848 ;
- Joseph Forestier, corniste et cornettiste ;
- Hyacinthe Klosé, clarinettiste et premier enseignant du saxophone vers 1846 ;
- Donatien Urbin, corniste ;
- Stanislas Verroust, hautboïste ;
- Justinien Viallon, pédagogue à partir de 1838 et organiste.